# Pyramide de Lygourion

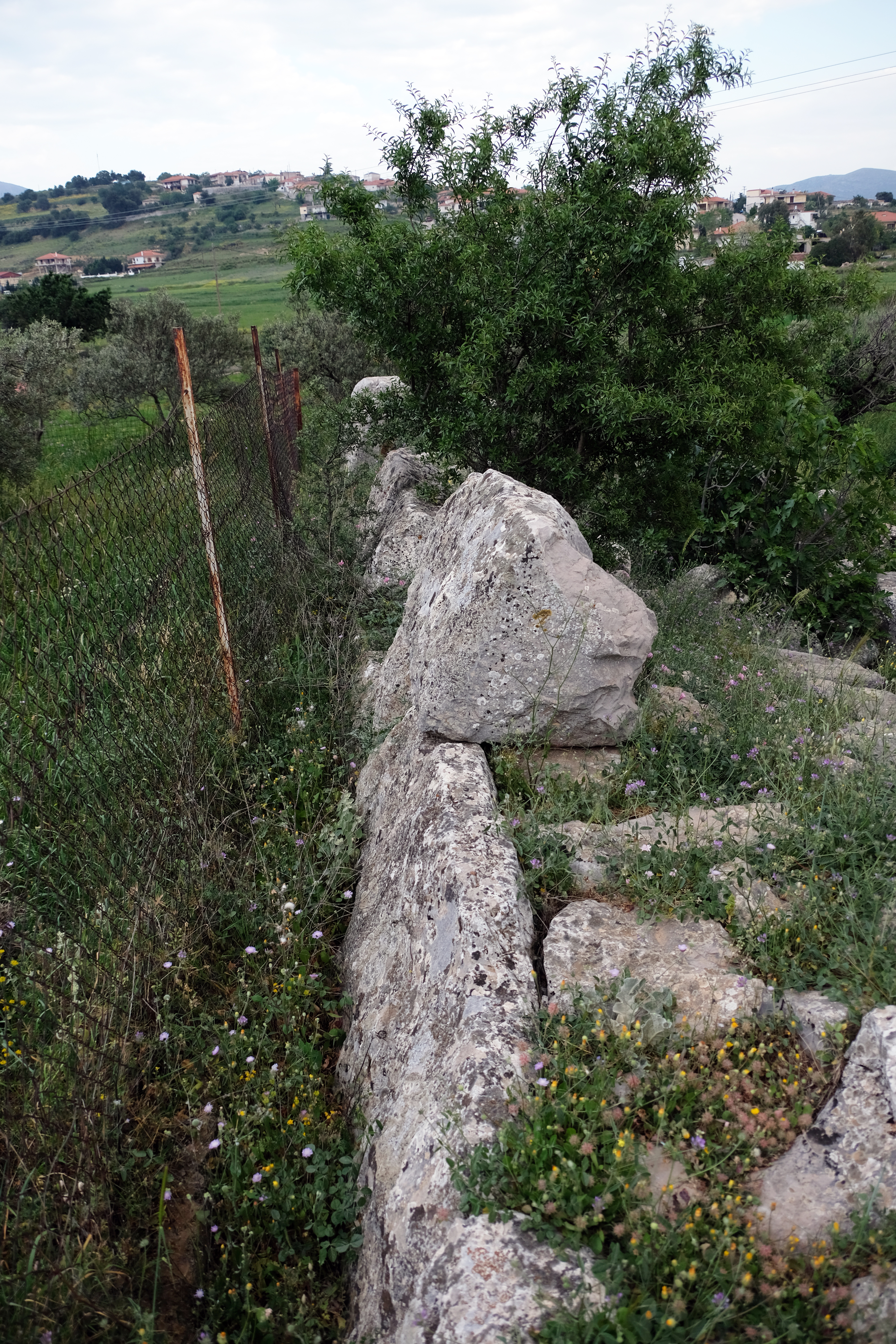
Mur nord, avec son inclinaison caractéristique.

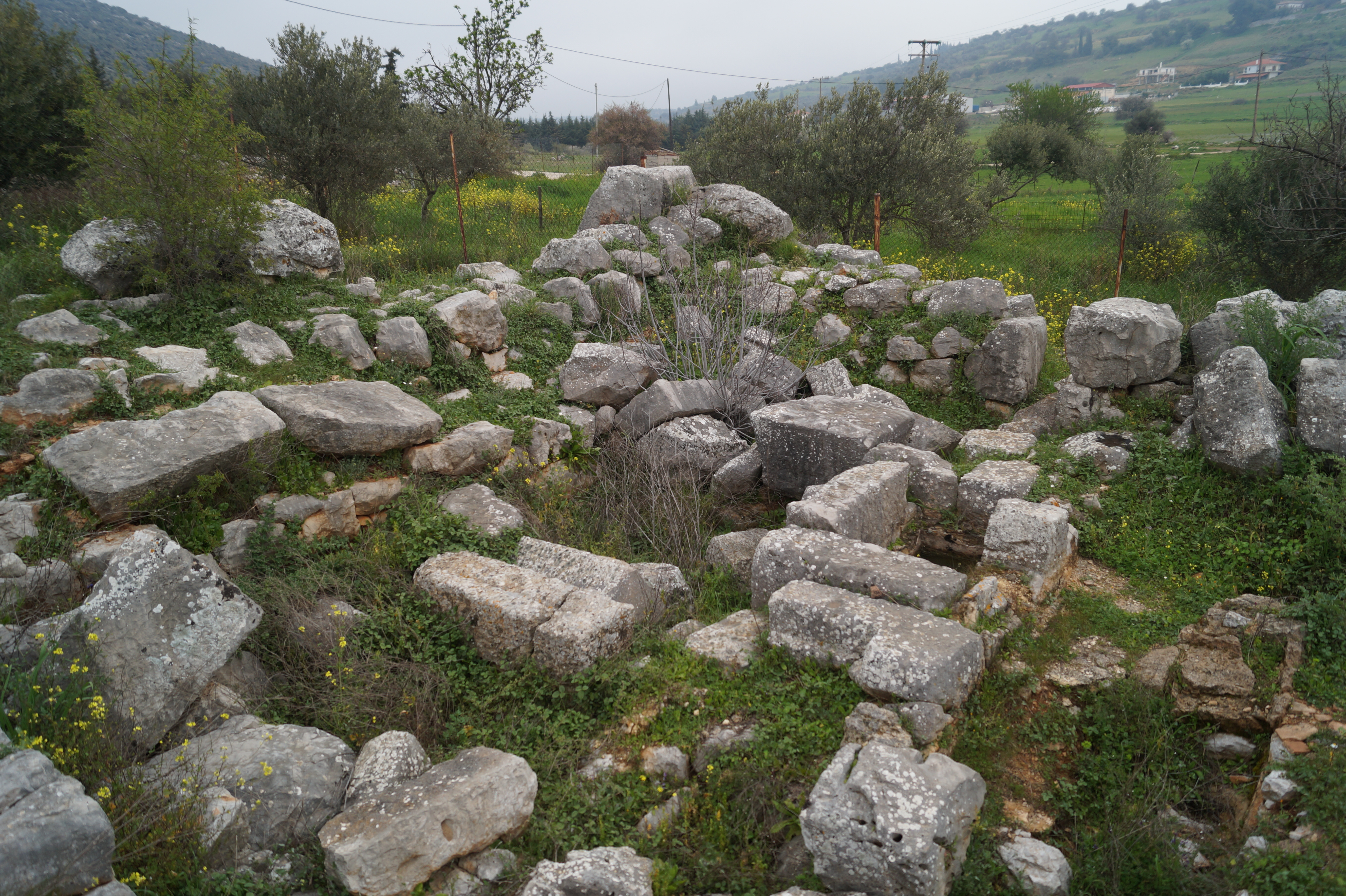
Partie sud, avec rigole de drainage dans le mur extérieur.

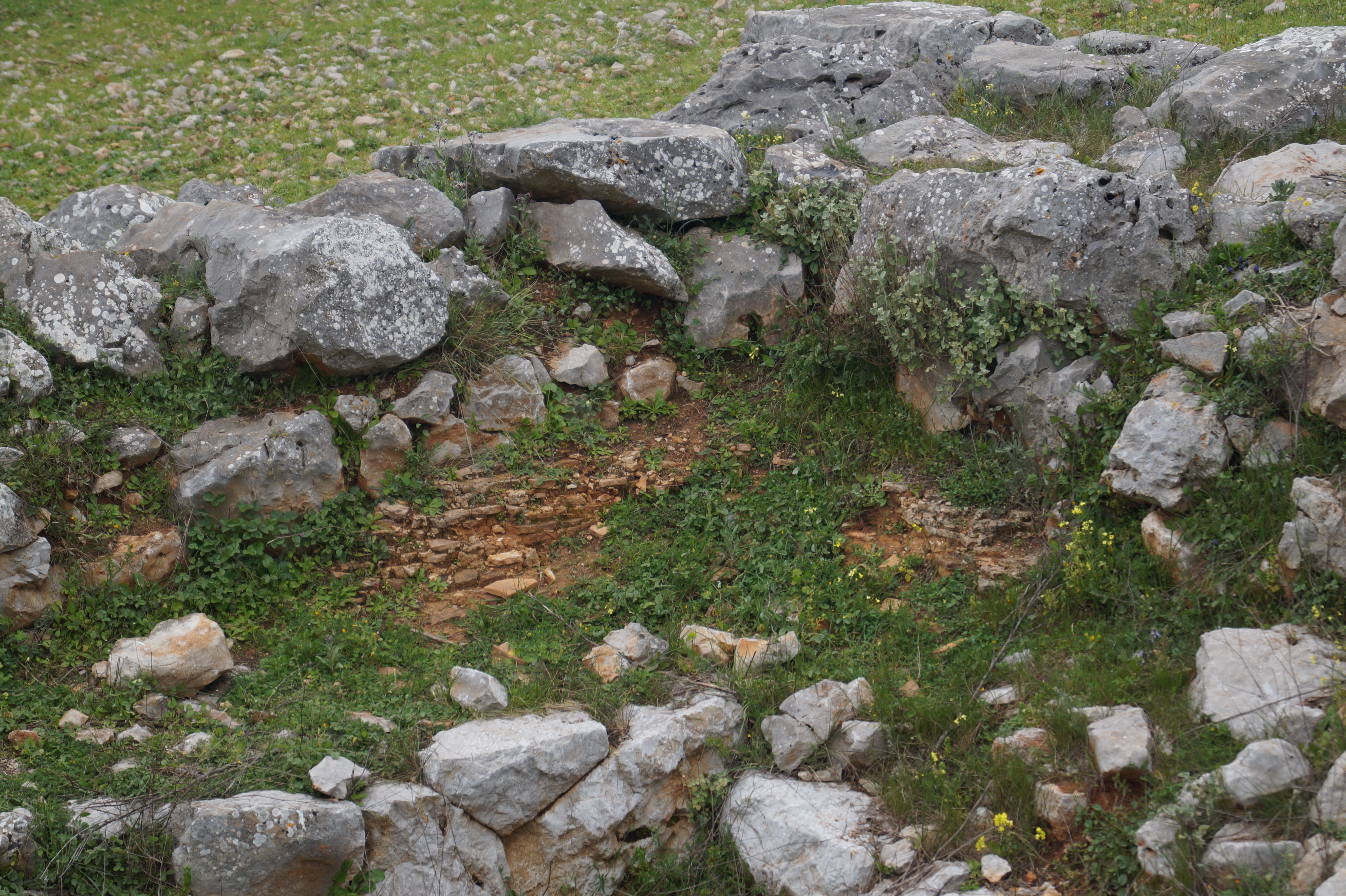
Angle ouest, avec un revêtement interne de briques et tuiles.

La pyramide de Lygourion ou pyramide de Ligourio (grec moderne : Πυραμίδα του Λυγουριού) est un vestige archéologique de la Grèce antique, situé à 200 m au nord-ouest du village de Lygourion (ou Ligourio), en Argolide, dans le Péloponnèse, en Grèce, près du sanctuaire d'Épidaure. 
Cette structure appartient à la période grecque classique. Il s'agit probablement d'un avant-poste militaire en forme de tour ou d'un bâtiment agricole. Dans la littérature pseudo-scientifique, le bâtiment est décrit comme une véritable pyramide de la préhistoire,.
Il existe dans le Péloponnèse des vestiges de deux autres pseudo-pyramides : l'une, appelée « pyramide d'Hellénikon », se trouve à environ 32 km à l'ouest, près de Kefalari, également en Argolide ; l'autre structure, en Laconie, est connue sous le nom de « pyramide de Viglaphia ».

## Description
La pyramide de Lygourion est beaucoup moins bien conservée que celle d'Hellénikon. Des murs, seules deux couches de pierre ont été préservées tout au plus. Le bâtiment est rectangulaire : le côté nord a une longueur d'environ 14 m, l'ouest environ 12,50 m, le sud environ 12 m et l'est environ 12,75 m. Sur le côté est se trouve l'entrée, d'une largeur de 1,15 m. Le mur qui jouxte l'entrée au nord dépasse de 1,72 m. Pour cette raison, le côté nord est environ 2 m plus large que le côté sud. Les murs extérieurs ont été construits à partir de blocs de calcaire assez gros. La pente du mur peut encore être partiellement reconnue.
L'entrée n'était pas fermée par une porte. Elle débouchait initialement sur un couloir de 1 m de large et 2,63 m de long qui s'infléchissait vers la droite, au bout duquel a été installée une sorte de lavabo. À gauche, une entrée de 0,85 m de large s'ouvrait vers l'intérieur, fermée par une porte à un vantail. Le seuil de la porte est toujours présent. L'intérieur du bâtiment était divisé en quatre zones par deux murs transversaux bas, l'un allant du nord au sud et le second d'ouest en est. Ces murs ont été construits à partir de petites pierres irrégulières. Plus tard, ils ont été surélevés par une couche de blocs taillés. Un banc en pierre longeait tous les côtés des murs extérieurs, dont les parois intérieures furent revêtues à l'époque augustéenne d'une couche de brique d'environ 0,15 m.
Au sud de l'entrée, un bassin profond, alimenté par une conduite d'eau, s'écoulait vers le sud-ouest sur le sol en ciment qui s'inclinait à l'ouest en un creux peu profond. De là, l'eau était dirigée vers l'extérieur à travers le mur sud. Dans la zone est, au sud de l'entrée, se trouvait un puits. Les parties inférieures de pithoi (jarres) ont été trouvées dans la zone ouest. On n'a trouvé aucune autre sépulture qu'une tombe récente contenant un fer à cheval de facture moderne.

## Interprétation et datation
L'archéologue Robert Lorentz Scranton y a effectué des fouilles les 18 et 19 décembre 1936 et du 1er au 9 août 1937. Les plus anciens tessons de poterie qu'il a trouvés datent de la fin du Ve ou du début du IVe siècle av. J.-C. De cela, il a conclu que le bâtiment a été construit au IVe siècle av. J.-C. Les pithoi ont été placés durant la même période ou un peu plus tard. Une couche plus récente contenait des tessons datant d'environ -350 à -325, ainsi qu'une monnaie d'Épidaure, qui ne montrait pratiquement aucun signe d'usure, de -323 à -300. Cela indique que le bâtiment a été reconstruit à la fin du IVe siècle av. J.-C. Ensuite, durant la période augustéenne, à la fin du Ier siècle av. J.-C., une autre rénovation a eu lieu, après un incendie. La destruction finale a eu lieu au IVe ou Ve siècle après J.-C.
Le bâtiment a souvent été associé à une construction pyramidale décrite par Pausanias, qui rapporte qu'il y avait une tombe en forme de pyramide à droite de la route d'Argos à Épidaure : ici, selon lui, auraient été enterrés les morts de la guerre entre Proitus, roi de Tirynthe et Acrisios, roi d'Argos ; si l'on marche un plus loin, dit-il, et qu'on tourne à droite, on arrive à Tirynthe. Après la visite et la description de Tirynthe, Pausanias reprend la route vers Midéa, puis Lessa. L'identification de la pyramide de Ligourio avec la pyramide décrite par Pausanias est aujourd'hui rejetée : elle ne se trouve pas près de Tirynthe, mais près de Ligourio, l'ancienne Lessa, environ 20 km plus à l'est.
Le bâtiment n'avait probablement pas la forme d'une pyramide : on considère aujourd'hui que des murs verticaux devaient s'élever sur les murs de fondation en pente et que cela n'a rien à voir avec une tombe de la période mycénienne.

## Sources
1. ↑  Erich von Däniken, Im Namen von Zeus. Griechen - Rätsel - Argonauten., Munich, 2001|p. 83-86;
2. ↑  Urs Eugster, Die Pyramiden von Griechenland, 2008
3. ↑  Pyramide de Viglaphia 36° 31′ 46″ N, 22° 58′ 35″ E, selon Wikimapia
4. ↑  Louis E. Lord, The Pyramids of Argolis, Hesperia, volume 7, n° 4, 1938, p.481-527
5. ↑  Robert L. Scranton, The Pottery from the Pyramids, Hesperia, volume 7, n° 4, 1938, p. 528-538.
6. ↑  Pausanias, Description de la Grèce, 2, 25, 7.
7. ↑  Pausanias, Description de la Grèce, 2, 25, 9.
8. ↑  Pausanias, Description de la Grèce, 2, 25, 10.
9. ↑  Garrett G. Fagan, Archaeological Fantasies: How pseudoarchaeology misrepresents the past and misleads the public., 2006, p. 188-206.